# Centro Comercial El Recreo
Centro Comercial El Recreo es un importante centro comercial ubicado al este de Caracas y en el centro geográfico de la Gran Caracas. Es parte del distrito comercial, financiero, turístico y cultural de Sabana Grande. El centro comercial cuenta con un promedio de tres millones de visitantes al mes (2013-2014), según la revista Top Shopping Centers. El Centro Comercial El Recreo es la construcción más profunda de toda América Latina (28 metros y 7 pisos por debajo) y fue un hito de la construcción en la región. Este centro comercial fue parte del boom inmobiliario en Sabana Grande a finales de los 90 y es obra del reconocido Grupo NSM. Centro Comercial El Recreo fue diseñado por los prestigiosos arquitectos Carlos Gómez de Llarena (de nacionalidad española) y Moisés Benacerraf (de nacionalidad venezolana), los cuales también diseñaron el Centro San Ignacio, la Galería de Arte Nacional en Caracas y otros importantes proyectos. Por su ubicación estratégica, es el más visitado de la ciudad y en ocasiones ha superado a Sambil Caracas, ya que se encuentra a pocos metros del principal corredor comercial de la ciudad (visitado por más de 500 mil personas diariamente). Las Torres Gemelas del Centro Comercial El Recreo ocupan la posición número 5 (Torre Citi Bank, 125 m) y número 6 (Torre Movilnet, 125 m) de los rascacielos más altos de Caracas, la capital de Venezuela. Este centro comercial está conectado al hotel Gran Meliá Caracas, residencia de importantes diplomáticos y empresarios extranjeros. Este grupo empresarial también ha tenido éxito en países como Ecuador. Próximamente, podría abrir sus puertas El Recreo La Castellana en la urbanización Bello Campo del Municipio Chacao.

## Descripción
El Centro Comercial El Recreo es un centro comercial de uso mixto, con torres de oficinas y espacios comerciales. Este centro comercial y financiero concentra importantes capitales de origen norteamericano, italiano, español y venezolano. El espacio comercial, que no es muy grande (aproximadamente 30 mil metros cuadrados), reúne una diversidad de tiendas que satisfacen los gustos de la clase media baja, la clase media y la clase media alta. El exclusivo gimnasio del Centro Comercial El Recreo del distrito financiero Sabana Grande, Gold's Gym El Recreo, fue catalogado como el mejor gimnasio internacional en el año 2011.
La feria de comida del centro comercial es todavía la más grande de Venezuela, dedicándole un piso entero y con un área de 2.263m² y una capacidad de 748 sillas. La gastronomía del centro comercial ofrece diversos productos de origen: italiano, español, japonés, mexicano, estadounidense, etc. A pesar de la crisis en Venezuela, en este centro comercial siguen abriendo importantes restaurantes para los más exigentes, como Eight Bistro. El enorme potencial de este mall reside en su alto tráfico de visitantes, prueba de su alto impacto urbano.
Por su ubicación estratégica, es uno de los más solicitados para difundir campañas de impacto social en Venezuela, como las de coexistencia. La gerencia de este centro comercial ha hecho un gran esfuerzo para difundir los valores ciudadanos en la Venezuela de hoy y se ha comprometido con la formación de ciudadanos con alto sentido de la ética. Por esta razón, el centro comercial El Recreo le ha prestado sus instalaciones al Espacio Anna Frank, de la comunidad judía venezolana. El centro comercial El Recreo se ha convertido en algo más que una experiencia de compras.